# Gabriella Pregnolato
Gabriella Pregnolato (Correggio, província de Reggio de l'Emília, 30 de maig de 1971) va ser una ciclista italiana. Del seu palmarès destaquen quatre Campionats nacional en contrarellotge. Va participar als Jocs Olímpics d'Estiu de 1992.

## Palmarès
- 1991
  - 1a al Gran Premi della Liberazione
- 1996
  -  Campiona d'Itàlia en contrarellotge
- 1997
  -  Campiona d'Itàlia en contrarellotge
  - Vencedora d'una etapa al Giro d'Itàlia
  - Vencedora d'una etapa al Giro del Trentino
- 1998
  - 1a al Giro del Friül
  - Vencedora d'una etapa al Tour de l'Aude
  - Vencedora d'una etapa al Giro de Toscana-Memorial Michela Fanini
- 1999
  -  Campiona d'Itàlia en contrarellotge
  - Vencedora de 2 etapes al Giro d'Itàlia
  - Vencedora de 2 etapes al Gran Bucle
  - Vencedora de 2 etapes al Giro de Toscana-Memorial Michela Fanini
- 2000
  -  Campiona d'Itàlia en ruta
  -  Campiona d'Itàlia en contrarellotge
  - Vencedora d'una etapa al Gran Bucle
  - Vencedora d'una etapa al Giro de Toscana-Memorial Michela Fanini
- 2001
  - Vencedora d'una etapa al Gran Bucle